# New Year Island (Western Australia)
New Year Island (englisch für Neujahrsinsel) ist eine Insel des zu Australien gehörenden Recherche-Archipels in der Großen Australischen Bucht im Indischen Ozean. Hinsichtlich der Bundesstaaten, Territorien und Außengebiete Australiens gehört die unbewohnte Insel zum Bundesstaat Western Australia. Die Insel und die sie umgebenden Gewässer sind Teil des Recherche Archipelago Nature Reserves und genießen als Naturreservat besonderen Natur- und Landschaftsschutz.
Neben New Year Island in Western Australia existieren in Australien auch New Year Island im Northern Territory sowie New Year Island in Tasmanien.

## Geographie

### Lage und Form

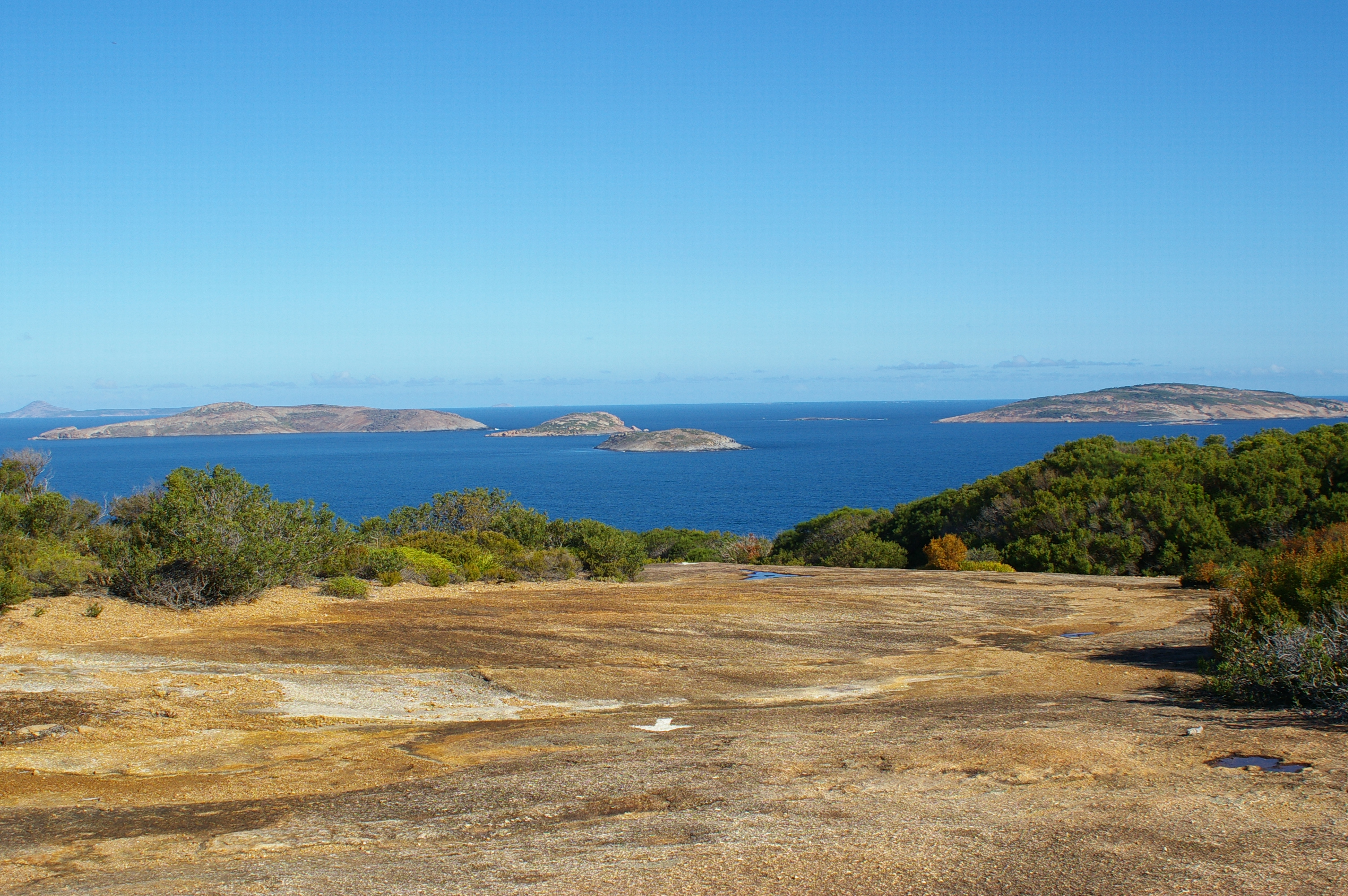
Blick auf einzelne, im Erscheinungsbild typische Inseln des Recherche-Archipels von der nächstgelegenen Stadt Esperance aus

New Year Island ist Teil des Recherche-Archipels, der 105 Inseln und über 1500 Felsen, Gesteins- und Sand-Bänke, Riffe sowie allgemein die Schifffahrt beeinträchtigende Untiefen umfasst; der gesamte Archipel erstreckt sich in Ost-West-Richtung über mehr als 250 Kilometer entlang der Südküste von Western Australia. Innerhalb des Archipels liegt New Year Island an dessen östlichem Ende in der etwa acht Inseln umfassenden Eastern Group, dem Zentrum der Großen Australischen Bucht zugewandt.
Die Insel ist in nordwestlicher Richtung rund 34 Kilometer vom australischen Festland entfernt; dort befindet sich Israelite Bay im Cape-Arid-Nationalpark am Übergang zur weiter östlich gelegenen Nullarbor-Ebene: Der Küstenabschnitt von Israelite Bay ist im 21. Jahrhundert jedoch nicht mehr dauerhaft besiedelt, weist noch Überreste einer früher wichtigen Telegrafen- sowie eine Wetterstation auf und ist nur mit geländegängigen Fahrzeugen erreichbar. Von New Year Island aus ist bei gutem Wetter das australische Festland zu sehen, insbesondere oberhalb der Israelite Bay sowie den südlich gelegenen Küstenvorsprüngen Point Dempster und Point Malcolm der Gebirgszug Russel Range mit seiner höchsten Erhebung, dem 585 Meter hohen Mount Ragged. Nächstgelegene Stadt zu New Year Island ist das rund 210 Kilometer westlich gelegene Esperance mit gut 10.000 Einwohnern in der Region Goldfields-Esperance.
New Year Island hat eine sichelförmige Gestalt; die konvexe (nach außen gewölbte) Seite weist nach Nordosten, die konkave (nach innen gewölbte) dementsprechend nach Südwesten. Das gut 400 Meter lange westliche Ende ist länglich-schmal und felsig, ein nördlicher Abschnitt von rund 140 Metern bereits weitgehend von der Natur abgetragen und zeitweise durch die Brandung überspült; der östliche Teil besteht aus einem kompakteren, soliden flachen Plateau, das nahezu rundum mit niedrigen Klippen steil zum Wasser hin abfällt. Ein natürlicher, rund 180 Meter breiter Kanal trennt New Year Island von der östlich gelegenen unbewohnten Nachbarinsel Daw Island, die mit einer Fläche von 214 Hektar gut zehnmal größer ist. Beide Inseln liegen auf einem gemeinsamen Sockel. Durch schroffe Erhebungen an der Nord- und Südspitze von Daw Island sind die Wasser innerhalb der „Sichel“ von New Year Island sowie in den beiden Buchten nördlich und südlich des natürlichen Kanals zwischen beiden Inseln vergleichsweise ruhig; bei rauer See mit den hier typischen starken Winden in der Umgebung bieten sie Skippern, insbesondere Seglern, Schutz; ferner bestehen dort gute Möglichkeiten zum Schnorcheln sowie Tauchen und Wissenschaftler können hier in Abstimmung mit der Naturschutzbehörde anlanden.
Nächstgelegene Inseln zu New Year und Daw Island sind die kleineren, gleichfalls unbewohnten Rodondo Island (rund 14 Kilometer westnordwestlich), Ford Island (rund 13 Kilometer nordwestlich) und Spindle Island (rund 11 Kilometer nordnordöstlich).

### Geologie
New Year Island und die weiteren Erhebungen des Recherche-Archipels stellen die östlichen Ausläufer des Albany-Fraser-Orogens dar, einer aufgefalteten Granit-Gneis-Schichtung aus dem Archaikum (ca. 4000 bis ca. 2500 Millionen Jahre vor heute), die sich entlang der australischen Südküste bis westlich von Albany erstreckt. Während die Schicht an einzelnen Stellen der australischen Südküste noch von Kalkstein überlagert ist, ist dieser auf New Year Island bereits abgetragen. Die Insel liegt – wie alle des Archipels – noch auf dem australischen Festlandsockel; das umgebende Meer ist daher nur bis zu etwa 140 Meter tief.
Unter Berücksichtigung ihrer relativ weiten Entfernung vom australischen Festland hat sich die Insel vor rund 13.000 Jahren davon gelöst, umgebende küstennähere Inseln sind seit mindestens 11.000 Jahren isoliert; zur Bildung maßgeblich beigetragen hat das Ansteigen des Meeresspiegels nach dem Ende der bislang letzten Kaltzeit (ca. 9.700 v. Chr.).

### Klima
Das Klima auf und um New Year Island ist mediterran, ähnelt also dem Mittelmeerraum; die Wassertemperatur schwankt zwischen 14 Grad Celsius im (Süd-)Winter und 21 Grad im (Süd-)Sommer. Das Klima ist einerseits geprägt von großräumigen stabilen Hochdruckgebieten, die sich im (Süd-)Sommer über dem sich aufheizenden australischen Kontinent bilden, im (Süd-)Winter über wärmeren Wassermassen des Indischen Ozeans (Subtropischer Hochdruckgürtel im Bereich der Rossbreiten); andererseits beeinflusst die subpolare Tiefdruckfurche das Klima um die Insel. Die Luftdruckunterschiede führen zu häufig starken Winden, hohem Wellengang und Niederschlägen. In Verbindung mit den steinigen Küsten mit teils steil aufragenden Abschnitten und vorgelagerten Felsen war und ist ein Anlanden mit dem Boot daher oft schwierig.

### Flora und Fauna

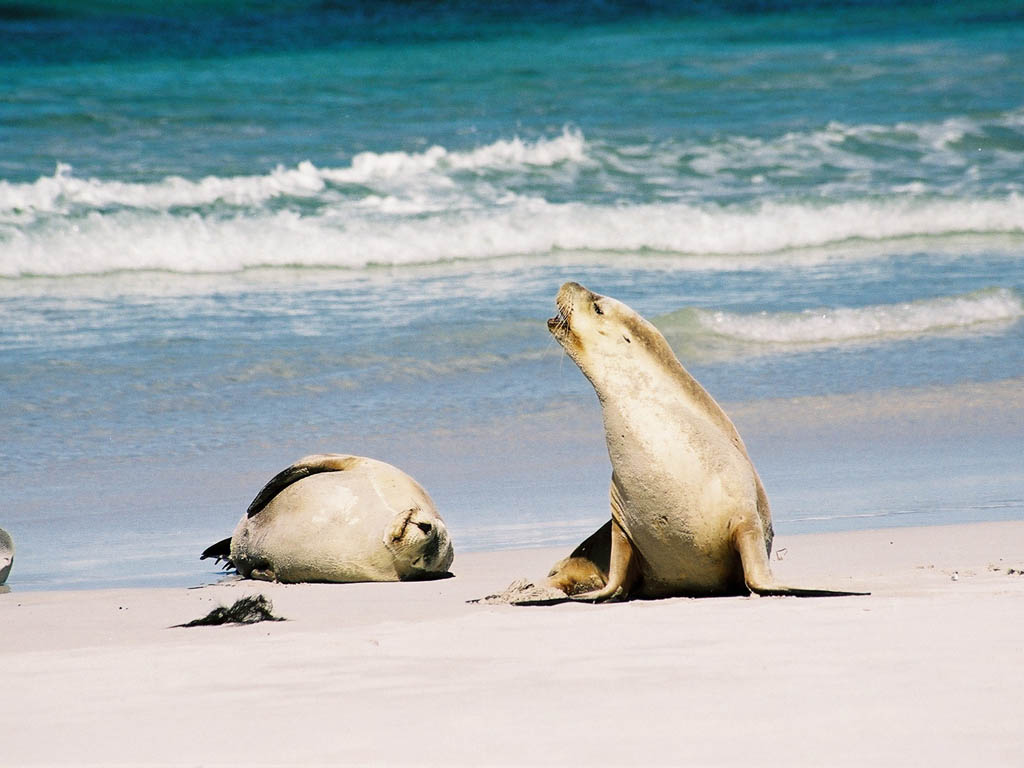
Zwei Australische Seelöwen in einer Ruhezone; New Year Island ist für diese weiterhin stark gefährdete Art vollständig als Ruhezone ausgewiesen

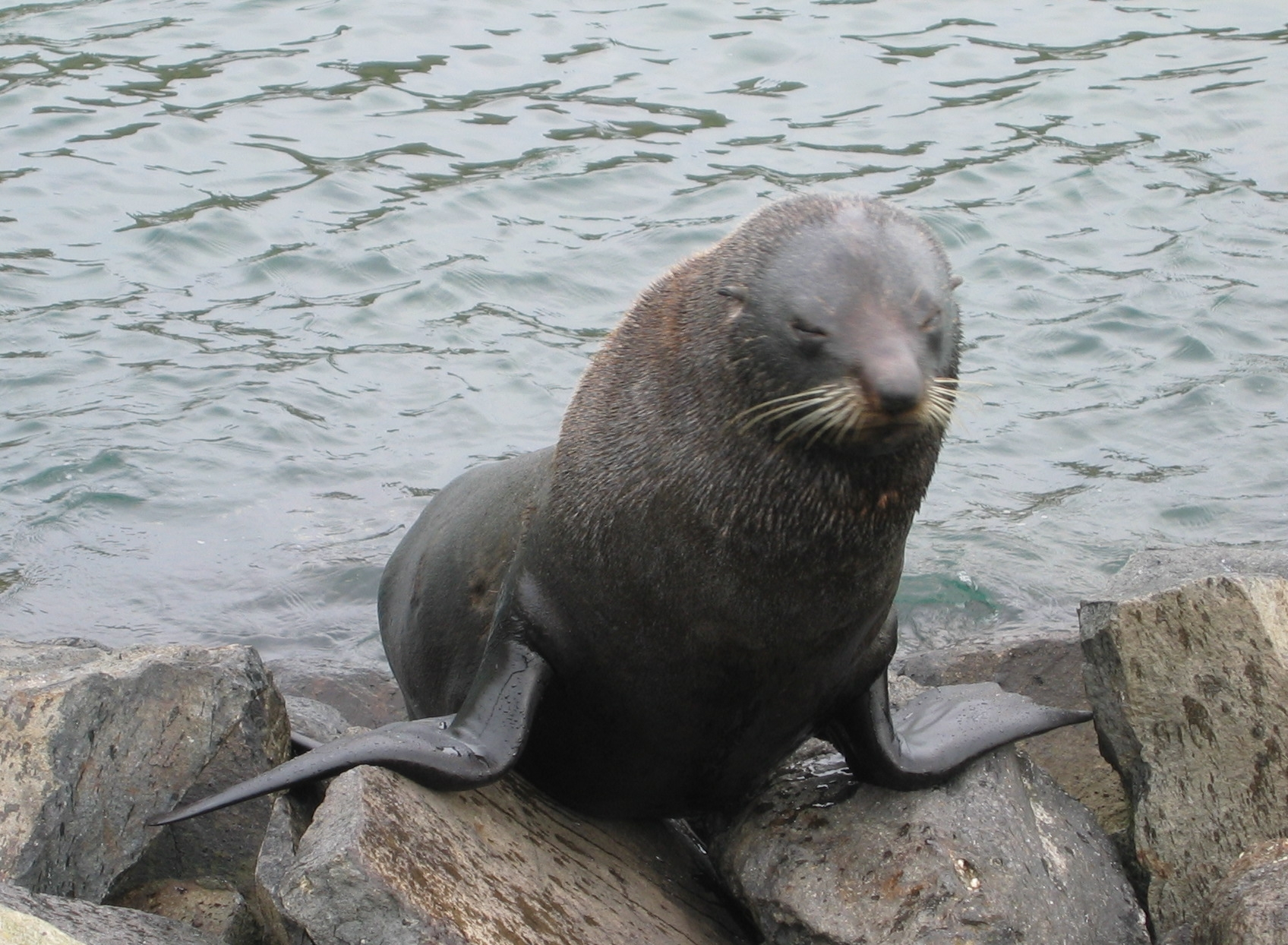
Ein Neuseeländischer Seebär; speziell die Nordostküste von New Year Island ist Aufzuchtgebiet dieser inzwischen nicht mehr gefährdeten Art

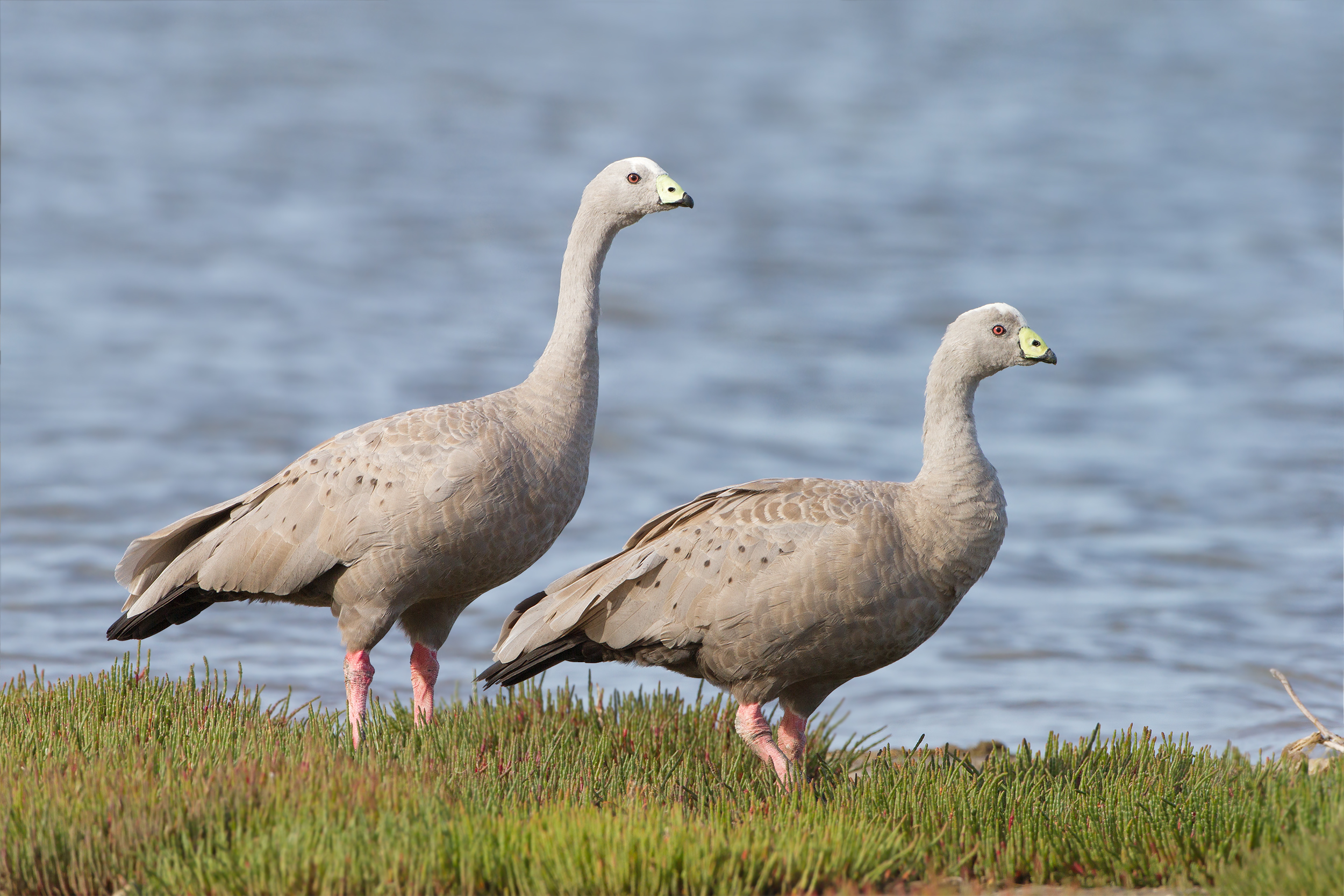
Zwei Hühnergänse; in weiten Teilen des Recherche-Archipels sind sie verbreitet, auch mit speziellen Unterarten, wo sie sich von Gräsern und krautigen Pflanzen ernähren

Durch den felsigen Untergrund in Verbindung mit Niederschlägen und Wind konnte sich auf New Year Island wie auf vielen Inseln des Recherche-Archipels kein herkömmliches Erdreich bilden. Die Vegetation beschränkt sich daher auf Flechten auf dem rauen, nährstoffreichen Gestein sowie einfache, niedrige, robuste Pflanzen wie Gräser und krautige Pflanzen, die zwischen Spalten und Rissen im Gestein wurzeln können, darunter auch Heidekräuter, Wildkräuter und Sukkulenten. Einzelne Exemplare von Pflanzen der Insel New Year Island befinden sich als Muster im staatlichen Western Australia Herbarium. Im Küstensaum sowie auf und zwischen den Steinen und Pflanzen finden sich verschiedene Arten von Wirbellosen, namentlich aus der Ordnung der Skorpione, der Webspinnen, der Pseudoskorpione und der Landschnecken.
New Year Island ist, wie viele Inseln des Recherche-Archipels, Lebensraum und Brutgebiet für verschiedene Arten von Meeres- und Küstenvögeln, darunter auch Zugvögel, die für den (Nord-)Sommer an japanische oder chinesische Küsten und in die dortige Inselwelt wandern.
Auf New Year Island finden sich die Gras weidende Hühnergans (Cereopsis novaehollandiae, englisch: „Cape Barren Goose“), namentlich die Unterarten Graue Hühnergans (Cereopsis novaehollandiae grisea) und Recherche-Hühnergans, ferner die Buschtaube („Kleine Bronzeflügeltaube“, Phaps elegans, englisch: „brush bronzewings“), der Zwergpinguin (Eudyptula minor, englisch: „little penguin“) sowie die Dickschnabelmöwe (Larus pacificus, englisch: „Pacific gull“). Ferner suchen Langflügel-Sturmvögel (Pterodroma macroptera, englisch: „great-winged petrel“) aus der Gattung der Hakensturmtaucher und weitere Arten der Gattung Sturmtaucher die Insel auf (Blassfuß-Sturmtaucher
Ardenna carneipes, Kurzschwanz-Sturmtaucher Ardenna tenuirostris und Zwergsturmtaucher Puffinus assimilis, englisch: „fleshy-footed“, „short-tailed“ und „little shearwater“), auch Fregattensturmschwalben (Pelagodroma marina, englisch: „white-faced storm petrel“) und Schwarzgesichtscharben (Phalacrocorax fuscescens, englisch: „black-faced shag“). Bei einer Erkundung von New Year Island im Februar 2011 konnten Fachleute des Departments of Environment and Conservation und der Edith Cowan University aus Perth erstmals auch Steppenregenpfeifer (Charadrius veredus, englisch: „oriental plover“) aus der Vogelgattung Charadrius verzeichnen.
New Year Island wird regelmäßig auch von Säugetieren aufgesucht, namentlich als Ruhe- und Aufzuchtzone durch Neuseeländische Seebären (Arctocephalus forsteri, englisch: „New Zealand fur seal“) und die etwas größeren, stärker gefährdeten Australischen Seelöwen (Neophoca cinerea, englisch: „Australian sea lion“). Konkret befinden sich die besonders empfindlichen Aufzuchtgebiete für Neuseeländische Seebären an der Nordostküste von New Year Island und gegenüberliegend an der nordwestlichen Spitze von Daw Island; für den weiterhin stark gefährdeten Australischen Seelöwen ist New Year Island insgesamt als Ruhezone ausgewiesen, das unmittelbar angrenzende Daw Island insgesamt als (empfindlicheres) mögliches Aufzuchtgebiet.
Das Quenda (Isoodon fusciventer), ein Beuteltier aus der Gattung der Kurznasenbeutler, konnte hingegen nicht auf New Year Island heimisch werden; neben Populationen auf dem australischen Festland blieb und bleibt das unmittelbar benachbarte Daw Island das einzige Habitat dieser Art auf einer Insel. Anders als auf Mondrain, Middle und Salisbury Island im Recherche-Archipel finden sich auf dem vergleichsweise kleinen New Year Island auch keine Kängurus.
Sehr artenreich an Tieren und Pflanzen ist dagegen die Unterwasserwelt um New Year Island und der mit ihr gemeinsame Buchten bildenden Nachbarinsel Daw Island.

## Geschichte
Die Gewässer um New Year Island und des übrigen Archipels wurden von Europäern erstmals 1627 erforscht, namentlich durch den niederländischen Entdecker Pieter Nuyts auf dem Schiff Gulden Zeepaerdt (niederländisch für „Goldenes Seepferd“). Eine genauere Kartierung und vor allem Benennung erfolgte erst 1792 durch den französischen Seefahrer und Entdecker Joseph Bruny d’Entrecasteaux. An Bord seiner beiden Segelschiffe, darunter der La Recherche (französisch für „Die Suche“, „Die Forschung“), waren auch der Hydrograf und Kartograf Charles-François Beautemps-Beaupré (1766–1854) sowie der Botaniker Jacques Julien Houton de Labillardière (1755–1834).
Eine genauere Erkundung nahm schließlich der britische Forschungsreisende Matthew Flinders 1802 mit seinem Schiff Investigator (englisch für „Erforscher“) zusammen mit dem Botaniker Robert Brown vor. Bedeutsam waren ferner die Untersuchungen der Australian Geographical Society im Jahr 1950. In der ersten Hälfte des 19. Jahrhunderts nutzten Robbenjäger mit Segelschiffen auch New Year Island und die umliegenden Gewässer zur berufsmäßigen Robbenjagd, um Pelze, Tran und Fleisch zu gewinnen, bis die Tiere nahezu ausgerottet waren. Ferner dienten und dienen die Gewässer um New Year und Daw Island dem ertragreichen kommerziellen Fischfang. Das unmittelbar benachbarte Daw Island wurde früher von den Fischern auch regelmäßig für Arbeiten aufgesucht, was jedoch die dortige Jungtier-Aufzucht der Australischen Seelöwen störte.

## Natur- und Umweltschutz
Als Teil des Recherche-Archipels steht New Year Island unter besonderem Schutz, namentlich mit der Schaffung des Recherche Archipelago Nature Reserves am 21. Mai 1948. Im Protected Areas Categories System der International Union for Conservation of Nature (IUCN) fällt es unter die Kategorie Ia als Strict Nature Reserve („Strenges Naturreservat“), ein Schutzgebiet, das hauptsächlich für Zwecke der Forschung oder zum Schutz großer, unbeeinflusster Wildnisareale verwaltet wird. Im Jahr 1999 erschien ein Expertenentwurf für ein Management-Programm zum Robbenschutz: Als Schlüsselorte für das Monitoring der Neuseeländischen Seebären werden sechs Inseln des Archipels genannt, darunter ausdrücklich New Year Island und seine unmittelbar angrenzende Nachbarinsel Daw Island. Der Vorschlag wurde in den staatlichen Draft Management Plan von Western Australia für 2012 sowie den endgültigen Management Plan 2016 übernommen.
Als größte Gefahren für die Fauna und Flora der Insel gelten Feuer, die durch natürlichen Blitzschlag bei Gewitter ausgelöst werden. Ein weiteres Risiko ist das Einschleppen nicht-heimischer Pflanzen und Tiere, insbesondere durch ungenügende Hygiene bei den seltenen Besuchen durch Menschen: Das empfindliche natürliche Gleichgewicht der Flora und Fauna, das sich seit der Trennung vom australischen Festland vor etwa 13.000 Jahren nahezu ungestört entwickelt hat, könnte dadurch gestört und insbesondere inseltypische endemische (Unter-)Arten unwiederbringlich ausgerottet werden.
Ein Beispiel für solche Gefahren ist der invasive Stechwinden-Spargel (Asperagus asperagus, englisch: „Bridal creeper“), der sich durch langlebige Rhizome ausbreitet; auf dem australischen Kontinent gilt er als verwildert und problematisches Unkraut und hat sich unter anderem bereits auf der Nachbarinsel Daw Island ausgebreitet. Auch Schiffsunfälle wie der der Sanko Harvest bedeuten eine erhebliche Gefahr: Am 14. Februar 1991 streifte der voll beladene, rund 170 Meter lange Massengutfrachter ein Riff vor Esperance, brach in der Nacht vom 17. auf den 18. Februar in drei Teile und sank etwa 33 Kilometer vor der Küste. Große Teile der Ladung, mehrere zehntausend Tonnen Phosphatdünger, 677 Tonnen gebunkertes Schweröl und 40 Tonnen Dieselkraftstoff, traten aus und verunreinigten die unter Schutz stehenden Küsten des Archipels und die Festlandküste; in der Folge wurden später zumindest auf dem benachbarten Daw Island fünf zuvor dort nicht bekannte Unkrautarten entdeckt, die vermutlich durch die Reinigungskräfte und ihre Spezialmaschinen zum Entfernen der Ölrückstände eingeschleppt worden waren.

Unterwasserbilder aus der Bucht nordöstlich von New Year Island, westlich von Daw Island
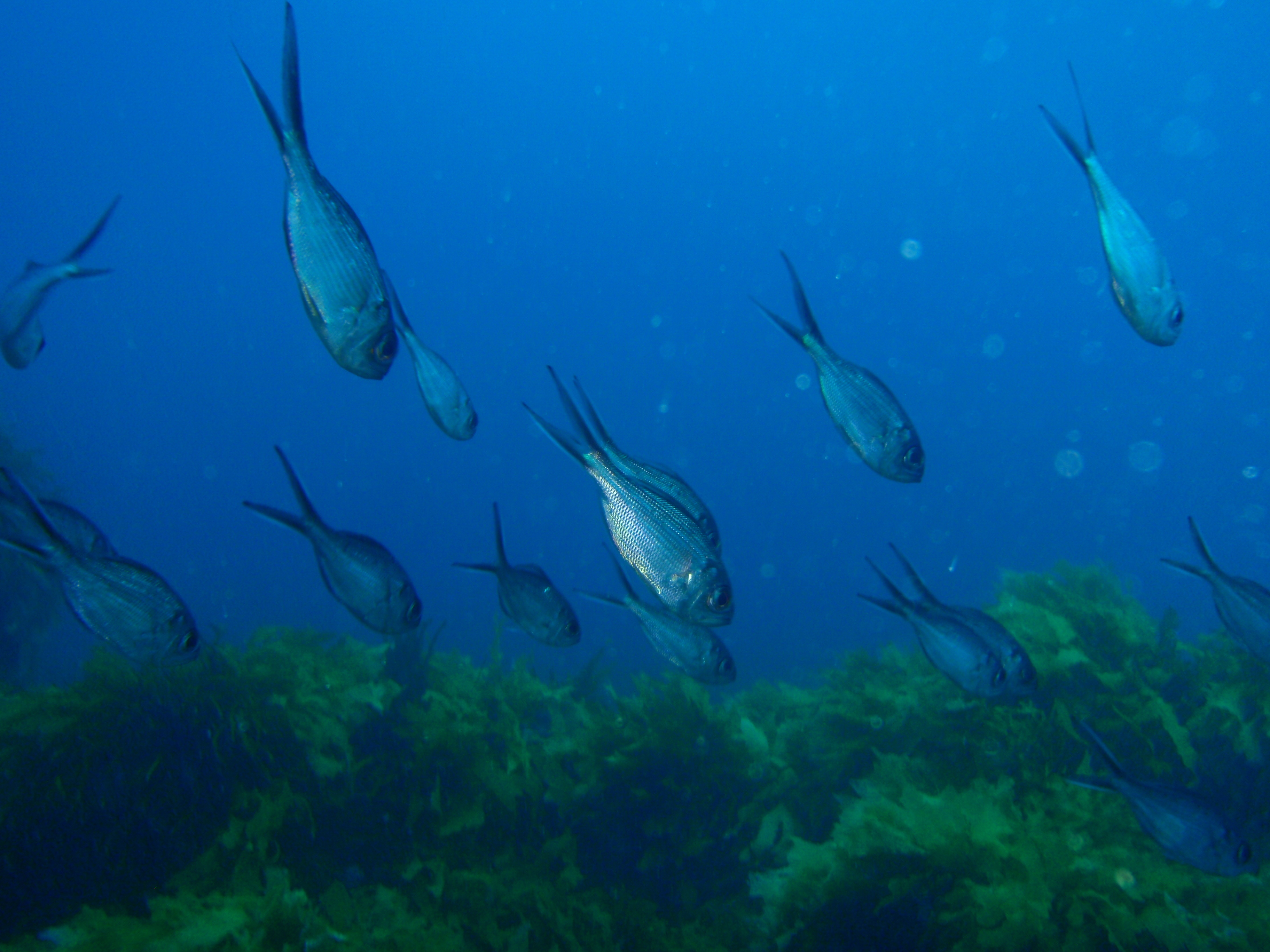
Centroberyx lineatus (Swallow-tail)
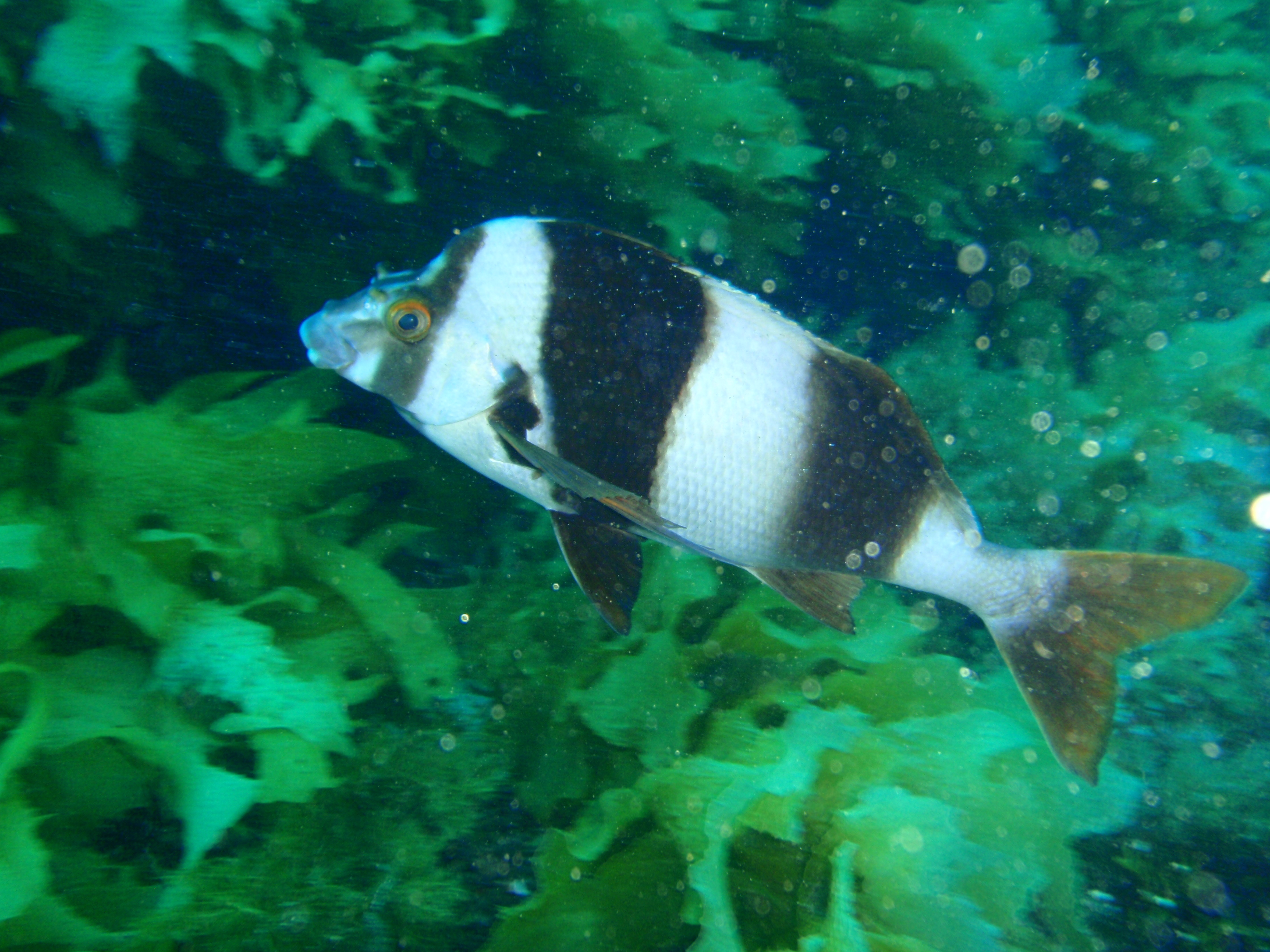
Cheilodactylus nigripes (Magpie perch)
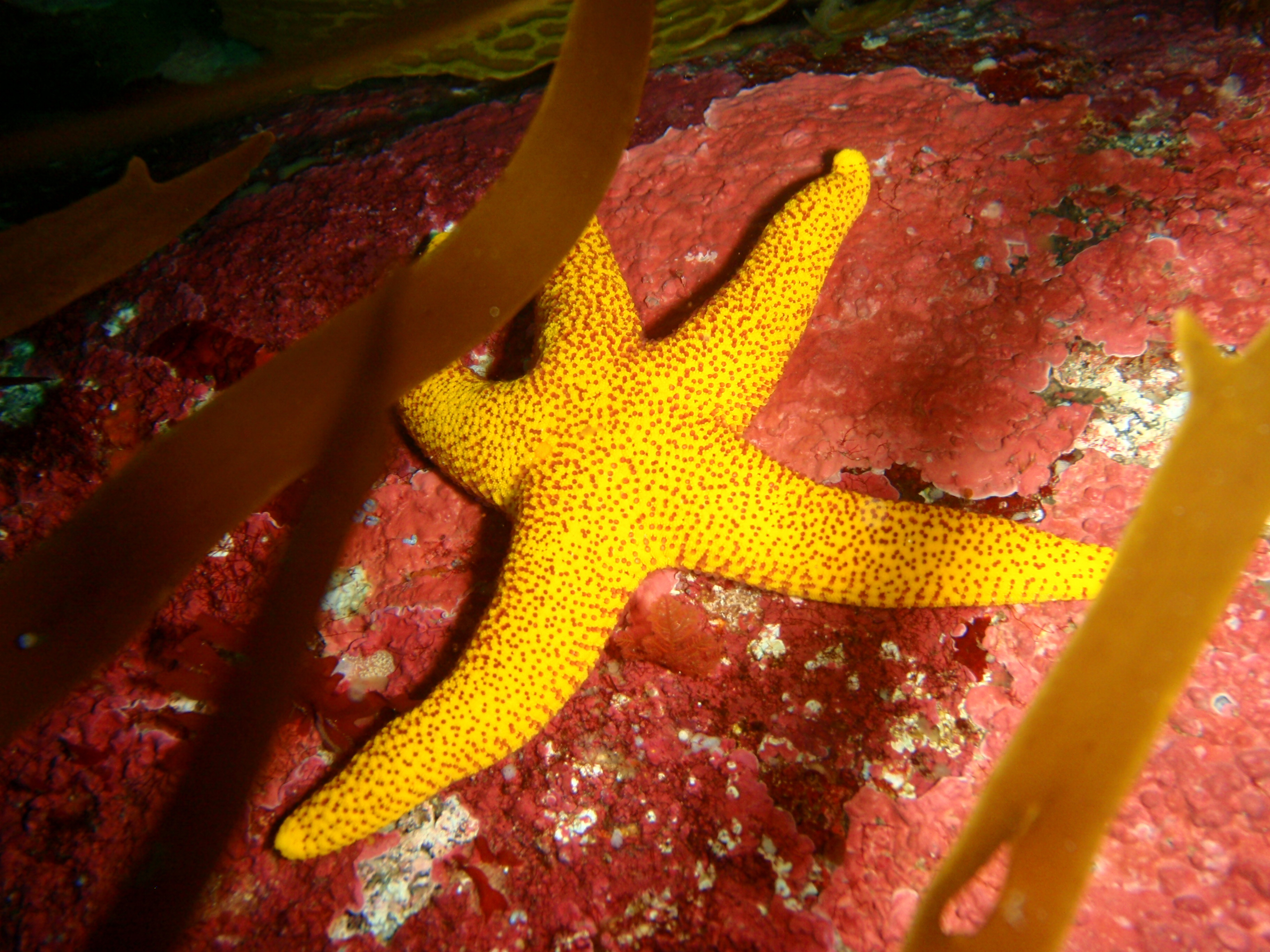
Fromia polypora
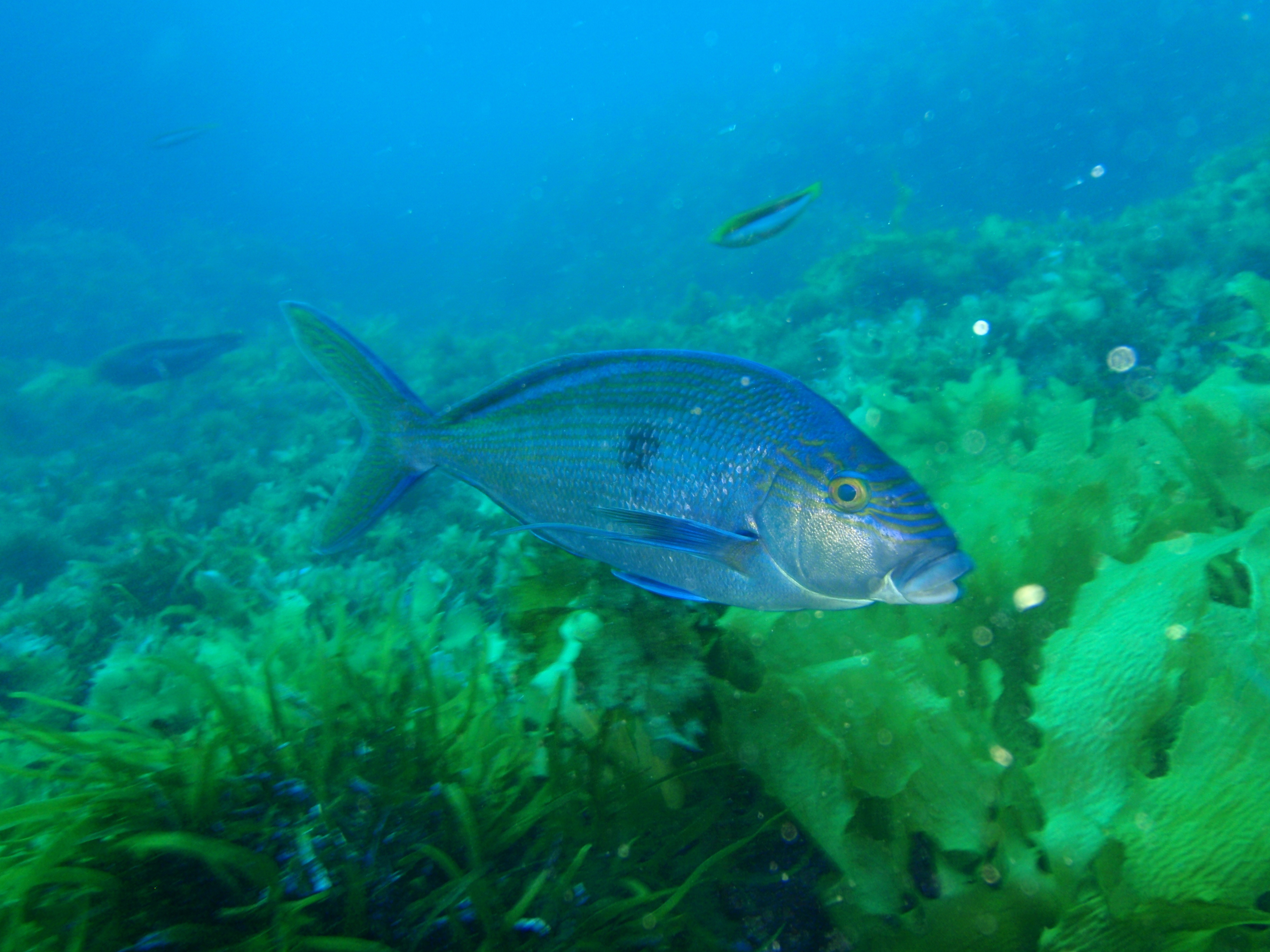
Nemadactylus valenciennesi (Queen snapper)
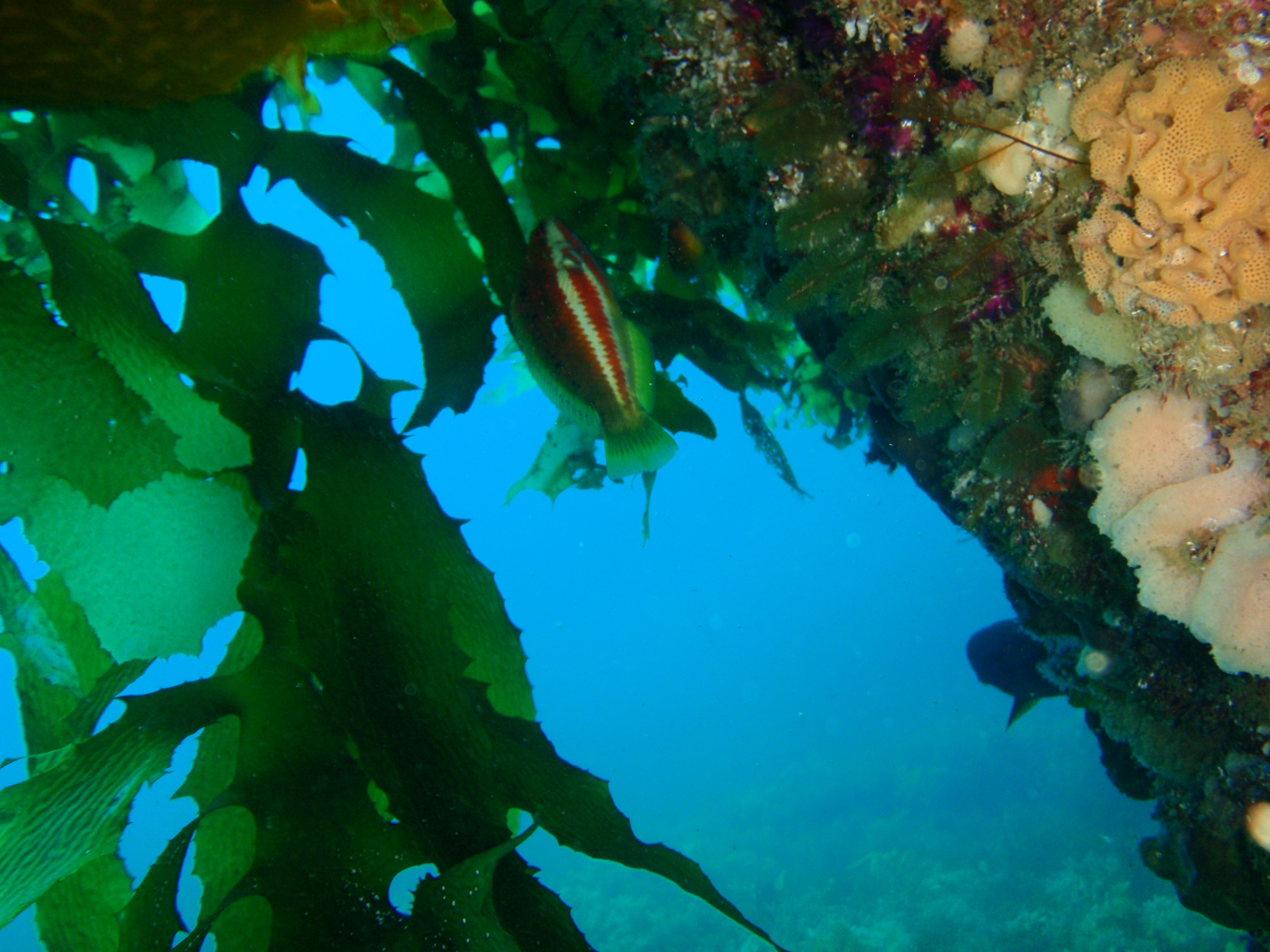
Pseudolabrus biserialis (Redband wrasse)
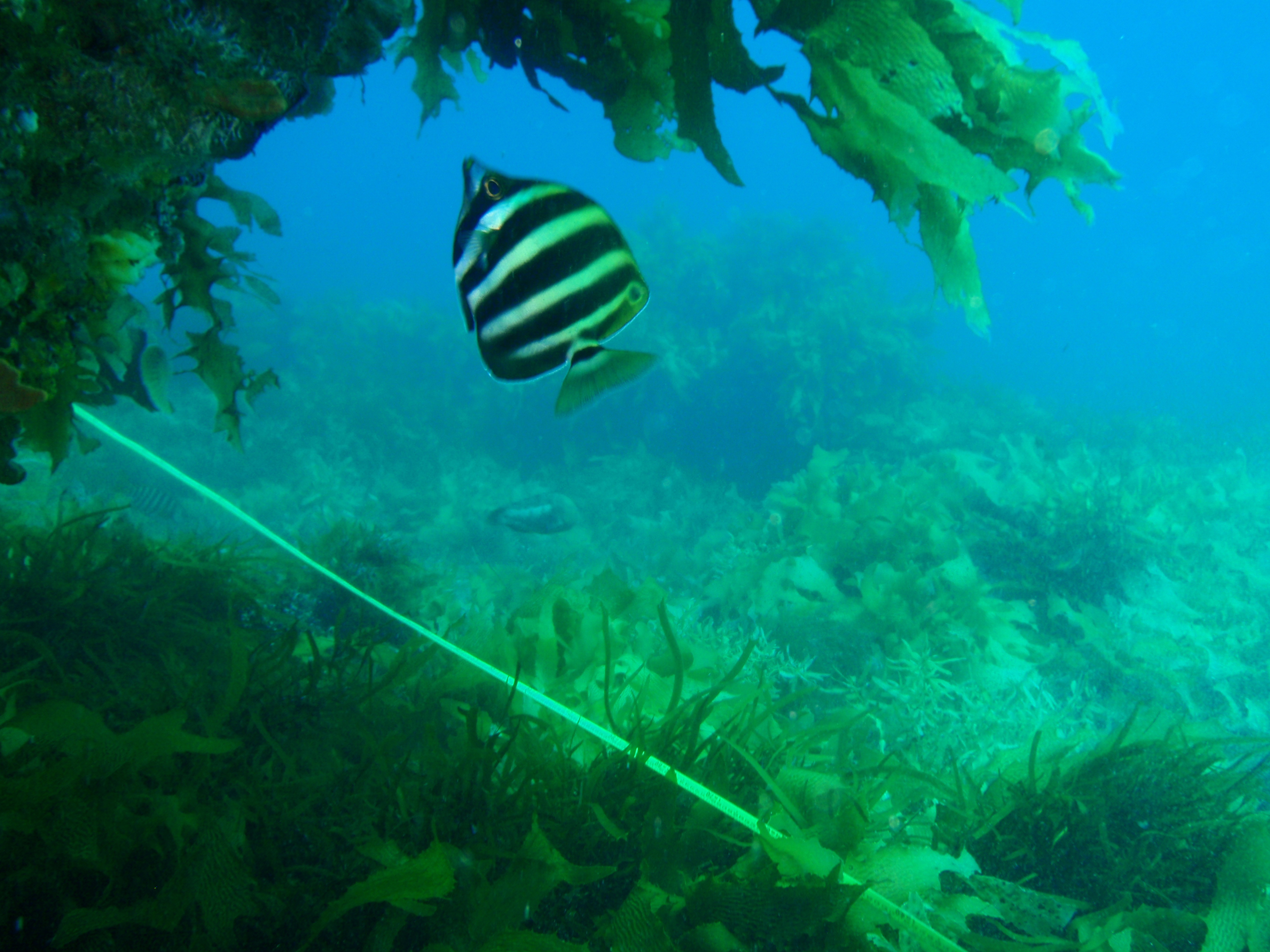
Tilodon sexfasciatus